# Fritz Wenzel (Politiker)
Fritz Wenzel (* 3. Dezember 1910 in Breslau; verschollen seit dem 1. November 1964, für tot erklärt am 25. Juni 1976) war ein deutscher Theologe und Politiker (SPD).

## Leben und Beruf
Nach dem Besuch der Volks- und Mittelschule, der Waisen- und Schulanstalt sowie dem Abitur am Reformgymnasium in Bunzlau nahm Wenzel 1932 ein Studium der evangelischen Theologie und Philosophie an der Universität Breslau auf, das er 1935 mit der Promotion zum Dr. phil., mit beiden theologischen Staatsexamen und 1937 mit der Promotion zum Dr. Lic. theol. beendete. Er arbeitete zunächst als Hilfsgeistlicher in Schlesien und war seit 1939 als Pfarrer in Breslau tätig. Hier wurde er Anfang 1945 von der Gestapo ausgewiesen.
Wenzel war von 1945 bis 1946 Gemeindepfarrer im Waldenburger Bergland, siedelte dann als Heimatvertriebener nach Westdeutschland über und ließ sich in Niedersachsen nieder. Er arbeitete von 1946 bis 1950 als Pfarrer bei der Flüchtlingsseelsorge der Inneren Mission in Braunschweig und wirkte gleichzeitig als Dozent für Religionswissenschaft an der Kant-Hochschule und an Volkshochschulen. Seit 1950 übte er seine Dozententätigkeit hauptamtlich aus. 1947 zählte er zu den Gründern des Bundes kriegsgegnerischer Pfarrer. Außerdem fungierte er von 1951 bis 1957 als Präsident der Deutschen Friedensgesellschaft. Wenzel äußerte auf Versammlungen: „Besser im Zuchthaus für den Frieden schmachten, als auf dem Schlachtfeld für den Krieg sterben“. Der Spiegel bezeichnete ihn 1957 als den prominentesten Wehrdienstgegner, verdeutlichte aber auch zugleich seine wankelmütige Haltung als SPD-Abgeordneter im Deutschen Bundestag bei der Debatte um die Verabschiedung des Wehrpflichtgesetzes: „Er ging nur einmal während der Beratungen des Wehrpflichtgesetzes – in der zweiten Lesung – ans Rednerpult und trat dafür ein, den Wehrpflichtbegriff sogar noch weiter zu fassen, als die Bundesregierung vorgesehen hatte.“ Er setzte sich nämlich dafür ein, dass Pfarrer nicht von der Wehrpflicht ausgenommen werden sollten, und machte so deutlich, wie wenig es ihm darum ging, „als sozialdemokratischer Abgeordneter die Wehrpolitik der Bundesregierung durch die Aufweichung des Wehrpflichtgesetzes zu bekämpfen.“
Wenzel verschwand am 31. Oktober 1964 unter mysteriösen Umständen spurlos. Er hinterließ auf dem Küchentisch eine Notiz mit der Aufschrift: „Mußte plötzlich verreisen. Bin am Dienstagmittag wieder zurück.“ Am 25. Juni 1976 wurde er für tot erklärt.

## Politik
Wenzel, seit 1930 Mitglied der SPD, gehörte dem Deutschen Bundestag seit dessen erster Wahl 1949 bis 1957 an. Im Parlament vertrat er von 1949 bis 1953 den Wahlkreis Wolfenbüttel – Goslar-Land. In der zweiten Wahlperiode zog er über die Landesliste der SPD Niedersachsen in den Bundestag ein.